# Eliáš Kačur
Eliáš Kačur (25. července 1908, Nove Davydkovo (maď. Uj-Dávidháza) – 20. července 1974, Košice) byl původem rusínský řeckokatolický a později pravoslavný duchovní, historik a komunistický politik, působící na východním Slovensku. V letech 1945–1946 zastával post tajemníka ONV ve Svidníku a od roku 1950 až do své smrti byl vedoucím Katedry církevních dějin a archeologie na Pravoslavné bohoslovecké fakultě v Prešove.

## Život
Narodil se v obci Uj-Dávidháza (dnes Nove Davydkovo na Ukrajině), ležící v Berežské župě nedaleko města Mukačevo (maď. Munkács), která se po roce 1918 stala součástí nově vzniklého Československa. Studoval na gymnáziu v Mukačevu, kde roku 1929 složil maturitní zkoušky. Teologická studia absolvoval na Cyrilometodějské bohoslovecké fakultě v Olomouci a na řeckokatolického kněze byl vysvěcen 9. července 1933. Roku 1934 spravoval farnost Šarišské Čierné (okr. Bardejov), odkud byl ještě v témže roce ustanoven do farnosti Vyšný Mirošov (okr. Svidník); zde jako farář působil až do roku 1950. Ve vsi spoluzaložil úvěrové, potravinové a strojové družstvo, inicioval výstavbu nového kulturního domu a zasloužil se rovněž o celkovou elektrifikaci své farnosti.
Po roce 1945 vstoupil do Komunistické strany Československa a začal se angažovat v politickém životě. V letech 1945–1946 zastával post tajemníka ONV ve Svidníku, mezi roky 1945–1952 byl členem předsednictva Krajského výboru Národní fronty v Prešove, přičemž se z titulu svých funkcí angažoval v kampani zakládání Jednotných zemědělských družstev na východním Slovensku. Zároveň s tím byl členem předsednictva Krajského výboru obránců míru v Košicích (1950–1964) a podílel se také na fungování Slovenského výboru obránců míru. V komunistickém systému spatřoval garanci rozvoje míru i náboženství. Podílel se na tzv. Prešovském lžisoboru (28. dubna 1950), jenž přijal usnesení, na jehož základě byla řeckokatolická církev v Československu rozpuštěna, bohoslovci byli posláni do PTP a slovenští řeckokatoličtí duchovní i věřící byli přinuceni přijmout pravoslaví. On sám rovněž přijal pravoslaví a stal se košickým arciděkanem. Navzdory tomu ale nesouhlasil s ukrajinizací rusínského etnika.
Mimo duchovní a politické dráhy se coby církevní historik soustředil také na akademickou činnost; v roce 1954 získal po obhajobě nepublikované disertační práce, nazvané Únia a jej vývin na Zakarpatskej Ukrajine, titul doktora teologie. V průběhu 60. let 20. století byly otištěny jeho odborná monografie Dejiny pravoslávnej cirkvi v ČSSR (1962) a učebnice Cirkevná archeológia (1964).
Zemřel 20. července 1974 v Košicích.